# Tilikum (orca)

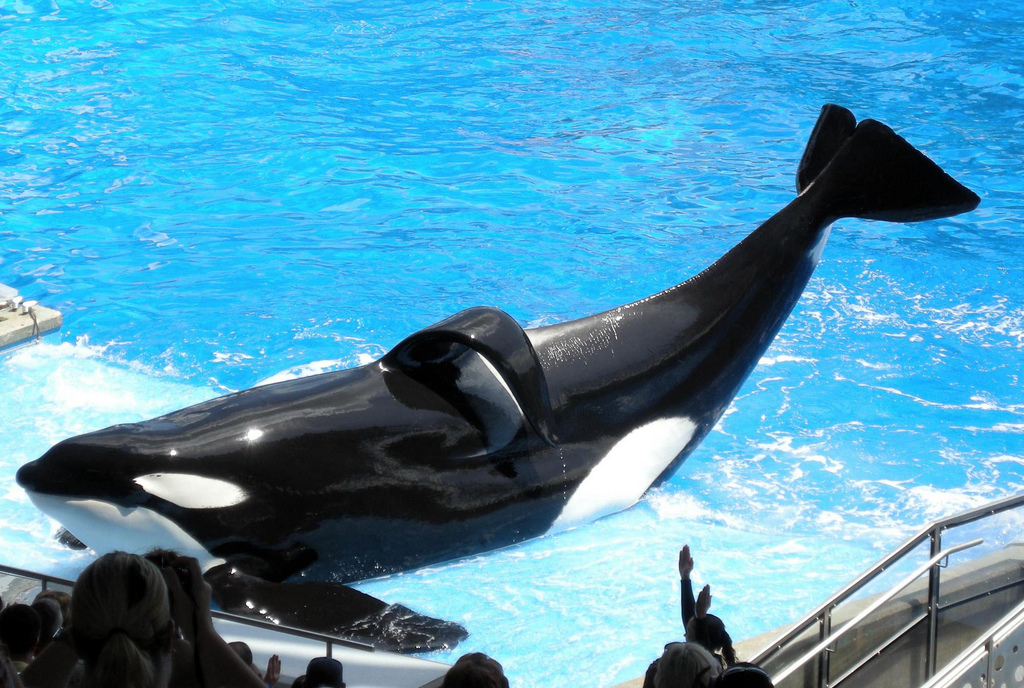
Tilikum nel 2009

Tilikum (1981 – 6 gennaio 2017) è stato un'orca maschio in cattività che ha trascorso gran parte della sua vita esibendosi al SeaWorld Orlando, in Florida.
Catturato in Islanda nel 1983 a Hafnarfjörður, vicino a Reykjavík, venne poi trasferito al Sealand di Victoria (nella regione della Columbia Britannica, in Canada) e nel 1992 al SeaWorld ad Orlando. Ha generato in tutto ventun figli, di cui nove sono ancora vivi nel 2021. È diventato famoso per essere stato coinvolto nella morte di tre persone, argomento trattato nel dettaglio nel documentario Blackfish del 2013, in cui si parla dei continui danni fisici e psicologici subiti dalle orche in cattività, con il conseguente sviluppo di un carattere innaturalmente aggressivo.

## Caratteristiche
Tilikum era la più grande orca in cattività: misurava 6,9 m di lunghezza e pesava circa 5700 kg. Le sue pinne pettorali erano lunghe 2,1 metri, mentre la sua pinna dorsale (alta 2 metri) era piegata innaturalmente. Il suo nome deriva dal gergo Chinook e significa "gente comune".

## Biografia
Tilikum fu catturato quando aveva due anni, insieme ad altri due piccoli, nel novembre 1983 a Berufjörður, in Islanda. Trascorse un anno in una vasca presso lo zoo marino di Hafnarfjördur, per poi essere trasferito al Sealand of the Pacific a Oak Bay, un sobborgo della città di Victoria sull'isola di Vancouver, in Canada. A Sealand visse con due orche femmine più anziane; a causa della rigida società matriarcale di tali animali, le due femmine si comportarono in modo aggressivo nei confronti di Tilikum, costringendo gli istruttori a recluderlo in una vasca medica più piccola.

### Attacchi all'uomo
Mentre in natura gli attacchi delle orche all'uomo sono rari e non ne sono mai stati registrati di mortali, fino al 2022 quattro persone hanno perso la vita a causa di orche in cattività; Tilikum è stato responsabile della morte di tre di esse.

#### Keltie Byrne
Keltie Byrne (1970-1991) era una ragazza canadese di 21 anni, studentessa di biologia marina e nuotatrice agonistica, che lavorava part-time a Sealand, in particolar modo con le orche Tilikum, Nootka IV e Haida II.
Il 20 febbraio 1991, mentre era di turno, Keltie Byrne scivolò e cadde nella vasca contenente Tilikum e le due femmine. Diversi testimoni affermarono che la ragazza venne presa dal panico quando realizzò che una delle orche (successivamente identificata come Tilikum) la trascinava sott'acqua per un piede, urlando di "non volere morire". Secondo il rapporto del medico legale, i tentativi di salvataggio furono ostacolati dalle orche, che si rifiutarono di lasciare andare la Byrne anche dopo che presumibilmente perse i sensi. A un certo punto la ragazza raggiunse il bordo e cercò di arrampicarsi fuori, ma le orche la tirarono nuovamente in acqua. Gli addestratori cercarono inutilmente di intervenire, tentando di richiamare le orche e lanciando un salvagente alla Byrne, che però fu tenuta lontana da esso. La ragazza emerse tre volte prima di annegare e ci vollero diverse ore prima che il suo corpo venisse recuperato, con una rete, dopo che fu ufficializzato il suo decesso. La sua morte venne classificata come un incidente.
Diversi testimoni indicarono Tilikum come il principale responsabile dell'attacco. L'animale venne trasferito al SeaWorld Orlando il 9 gennaio 1992, mentre il Sealand of the Pacific chiuse subito dopo. La morte di Keltie Byrne ottenne rinnovata attenzione a seguito di un altro triste evento avvenuto nel 2010, in cui perse la vita l'allenatrice Dawn Brancheau e tre anni più tardi con l'uscita del documentario Blackfish. Al suo interno, infatti, viene rivelato che non è mai stato chiarito esattamente cosa abbia spinto Tilikum e le altre orche ad attaccare la Byrne, viene però suggerito che anni di abusi e crudeltà nei confronti di Tilikum, incluso l'atto di consentire alle altre orche di ferirlo con i denti, ne abbiano profondamente cambiato il carattere, rendendolo piuttosto aggressivo. Steve Huxter, all'epoca capo dell'addestramento degli animali a Sealand, disse: "Non hanno mai avuto nulla in piscina che fosse così interattivo. Per loro deve essere stato eccitante a tal punto che hanno semplicemente cominciato a giocarci". Nessun movente ufficiale delle tre orche è mai stato stabilito, poiché il caso aveva più di vent'anni quando riemerse in relazione alla morte di Dawn Brancheau.

#### Daniel P. Dukes
Daniel P. Dukes era un uomo di ventisette anni della Carolina del Sud, la seconda vittima attribuita a Tilikum. SeaWorld sostenne che Dukes fosse un vagabondo che si era arrampicato nella piscina di Tilikum e che poi fosse annegato, mentre il rapporto del coroner e i sostenitori dei diritti degli animali di Tilikum sottolinearono che il cadavere di Dukes venne trovato gravemente mutilato dall'orca. Dukes è stato più volte considerato dai media come un trasgressore e un fastidio piuttosto che una vittima diretta di Tilikum, sebbene questa percezione sia stata messa in discussione con l'uscita del documentario Blackfish.
Non è mai stato reso pubblico molto della vita di Dukes, se non che fosse un vagabondo particolarmente appassionato al tema dell'ambientalismo e della natura, noto per piccoli furti. Il 6 luglio 1999 Dukes si nascose nel parco a tema di SeaWorld fino alla sua chiusura, per poi dirigersi alla vasca delle orche nella quale si trovava Tilikum. La mattina dopo, il suo corpo venne trovato spogliato in acqua sulla schiena di Tilikum. Nonostante le numerose telecamere poste intorno alla vasca e al suo interno, SeaWorld dichiarò che nessun filmato della sicurezza aveva catturato quanto accaduto, quindi non è mai stato chiarito cosa sia successo realmente. Secondo il rapporto dell'ufficio dello sceriffo della contea di Orange (OCSO) una chiamata ai servizi di emergenza venne ricevuta da SeaWorld alle 7:25, quasi nell'ora esatta in cui fu avvistato il corpo di Dukes. Il cadavere fu recuperato e in seguito identificato. Un'autopsia rivelò la presenza di numerose ferite, contusioni e abrasioni sul suo corpo; i genitali erano stati divorati. Si presume che il responsabile fosse Tilikum. Fu confermato l'annegamento come causa del decesso; il medico legale riferì che nell'organismo di Dukes non c'erano alcol o droghe. I genitori di Dukes intentarono una causa contro Seaworld due mesi dopo la morte del figlio, ma la stessa fu successivamente archiviata.
Blackfish, uscito nel 2013, è stato il primo documentario a occuparsi ampiamente della morte di Dukes. Il fatto che fino ad allora nessuno fra i media se ne fosse interessato sembra coincidere con l'approccio che gli inquirenti in passato hanno più volte dimostrato verso altri casi in cui a perdere la vita sono stati senzatetto o persone con importanti problemi psichici, in particolare per la mancanza di dignità attribuita a tali casi. Il Dolphin Project si è opposto alla descrizione poco lusinghiera di Dukes da parte di SeaWorld come un uomo sporco dalla scarsa igiene che era stato visto parlare da solo attorno al parco, affermando che "Daniel Dukes era un individuo problematico con una storia di piccoli furti e modi discutibili, ma come essere umano nessuna morte può essere giudicata insignificante. Dukes sarà ricordato per sempre come la seconda vittima di Tilikum e come protagonista, suo malgrado, del primo grave incidente di SeaWorld.
Il caso della morte di Dukes è diventato un esempio frequente nelle discussioni sul malessere dei mammiferi marini che vivono in cattività. L'addestratore di mammiferi marini RicO'Barry ha sostenuto che Dukes probabilmente non aveva intenzioni malevole quando si era avvicinato alla vasca di Tilikum, ma che volesse solo guardarlo più da vicino perché affascinato dall'animale. Affermò anche: "Penso che probabilmente Tilikum abbia tirato giù [Dukes], tenendolo sott'acqua. Non credo che le orche sappiano che abbiamo bisogno di respirare con maggiore frequenza rispetto a loro. Il problema è che le orche non hanno niente di meglio da fare", spiega O'Barry. "Sono annoiate. Le abbiamo letteralmente annoiate a morte. È come se tu vivessi rinchiuso in un bagno per tutta la vita."

#### Dawn Brancheau
Il 24 febbraio 2010 Tilikum uccise un'allenatrice con una grande esperienza alle spalle, la quarantenne Dawn Brancheau: la morte avvenne al termine di uno spettacolo chiamato Dine with Shamu (Cena con Shamu), durante il quale gli ospiti assistono all'esibizione mentre mangiano. La donna stava accarezzando il muso dell'animale come da routine post-spettacolo, quando improvvisamente l'orca afferrò la Brancheau con i denti e la trascinò in acqua, sotto gli occhi di una dozzina di clienti. I dipendenti usarono reti e cibo nel tentativo di distrarre Tilikum, riuscendo alla fine a isolare l'orca in una vasca medica più piccola dove riuscirono a calmarla; Tilikum rilasciò il corpo della Brancheau dopo circa 45 minuti. Il rapporto dell'autopsia disse che la donna era morta per annegamento e trauma da corpo contundente: il midollo spinale era reciso, la mascella, le costole e una vertebra cervicale erano fratturate. Lo scalpo le era stato completamente strappato dalla testa, il gomito e il ginocchio sinistri erano lussati e un braccio era stato divorato dall'orca.
La versione ufficiale dell'accaduto è che Tilikum ha trascinato Dawn Brancheau in acqua per la coda di cavallo; tuttavia molti testimoni hanno affermato che la donna fosse stata afferrata per un braccio o la spalla; è stato ipotizzato che la questione della coda di cavallo fosse stata sfruttata da SeaWorld per addossare indirettamente parte della colpa sulla stessa Brancheau, in quanto l'orca sarebbe stata "incuriosita" dai capelli legati.

### Ritorno alle esibizioni e morte
Tilikum tornò a esibirsi il 30 marzo 2011. In seguito alla morte di Dawn Brancheau, l'OSHA limitò i contatti ravvicinati tra orche e addestratori e rafforzò le precauzioni di sicurezza sul lavoro, pertanto da quel momento furono usati tubi dell'acqua ad alta pressione e guardrail rimovibili per spostare l'animale, allorquando si fosse ritenuto necessario. In diversi spettacoli Tilikum si esibì con la sua prole o nipoti. Nel 2011 interruppe le esibizioni per una malattia la cui natura non venne divulgata, riprendendo nell'aprile dell'anno successivo. Nel 2016 venne reso noto che la salute di Tilikum aveva subito un peggioramento, forse a causa di un'infezione ai polmoni dovuta a una polmonite batterica, causa di morte comune tra i cetacei. Nonostante nel mese di maggio fosse stato dichiarato un miglioramento dello stato di salute dell'animale, pochi mesi dopo, il 6 gennaio 2017, SeaWorld annunciò la sua morte per un'infezione batterica.

## Controversie
Il 7 dicembre 2010, TMZ riferì che il presidente di SeaWorld, Terry Prather, aveva ricevuto una lettera dalla PETA e dal membro dei Mötley Crüe Tommy Lee in riferimento all'annuncio di SeaWorld di voler limitare il contatto umano con Tilikum. Nella lettera Lee si riferì a Tilikum chiamandolo "principale fornitore della banca di sperma " di SeaWorld (Tilikum era stato utilizzato come donatore di sperma per l'inseminazione artificiale di diverse orche dal 1999), affermando che ciò implica un contatto umano continuo. Nella lettera si implorava SeaWorld di liberare Tilikum, affermando: "Spero che non ci voglia un'altra tragica morte prima che SeaWorld si renda conto che non ha il diritto di privare della libertà questi animali così intelligenti tenendoli [prigionieri] nelle vasche".  L'8 dicembre 2010 il vicepresidente delle comunicazioni di SeaWorld rispose a Lee'E! News, affermando che le accuse della PETA non solo erano imprecise, ma che anche gli addestratori SeaWorld "non sono mai entrati in acqua con Tilikum per tale scopo".
Tilikum è il principale soggetto del film documentario Blackfish, incentrato sui gravi danni fisici e psicologici di cui sono state vittime le orche tenute in cattività nei parchi acquatici; presentato in anteprima al Sundance Film Festival nel gennaio 2013, il documentario provocò un calo degli ingressi a SeaWorld e l'annullamento della partecipazione di diversi gruppi musicali molto popolari all'evento "Bands, Brew & BBQ" di SeaWorld e Busch Gardens nel 2014.